# Confederación Argentina
La Confederación Argentina fue el último Estado antecesor de la actual República Argentina durante dos períodos sucesivos, aunque esencialmente distintos en cuanto a la organización institucional del país. Durante el primer período, entre 1831 y 1852, las provincias formaron una confederación de estados soberanos que delegaban la representación exterior y algunos otros poderes en el gobierno de una de ellas; durante gran parte del período, en el gobernador de la provincia de Buenos Aires, Juan Manuel de Rosas. Durante el segundo período, el país estuvo organizado constitucionalmente como un estado federal, aunque Buenos Aires no formó parte del mismo.
Confederación Argentina es también, en la actualidad, uno de los nombres oficiales de la República Argentina conforme al artículo 35 de la Constitución de la Nación Argentina, junto con los de República Argentina y Provincias Unidas del Río de la Plata.
La firma del Pacto Federal entre las provincias y Buenos Aires (que en ese entonces también incluía a la Ciudad Autónoma de Buenos Aires), Entre Ríos, Santa Fe y Corrientes el 4 de enero de 1831 –al que adhirieron en los dos años siguientes las otras nueve provincias entonces existentes– es considerado como el punto de arranque del período de transición, finalizado con el regreso de Juan Manuel de Rosas al gobierno de Buenos Aires en 1835. Después de la batalla de Caseros, en la que venció a Rosas, Justo José de Urquiza invitó a los gobernadores de las demás provincias a una reunión en San Nicolás de los Arroyos. Allí los gobernadores firmaron el Acuerdo de San Nicolás, por el cual nombraron a Urquiza como director provisorio de la Confederación y convocaron a un Congreso General Constituyente en la ciudad de Santa Fe.
La provincia de Buenos Aires no estuvo de acuerdo con la forma en que se organizó el Congreso, lo que llevó a la secesión de la misma, dando origen al Estado de Buenos Aires en 1852. Este último entró repetidamente en guerra con el resto de la Confederación y se enfrentó con ella en la batalla de Pavón en 1861. El triunfo de Buenos Aires significó el fin de la Confederación, la reunificación nacional –a costa de las autonomías federales provinciales– hegemonizada por la élite liberal instalada en la ciudad de Buenos Aires y la aplicación de la Constitución de 1853 en todo el territorio.

## Antecedentes
La Argentina surgió como estado independiente de facto el 25 de mayo de 1810 con el nombre de Provincias Unidas del Sud. 
A partir de principios de 1814 se formó un inorgánico Partido Federal, que –al año siguiente– intentó organizarse con el nombre de Unión de los Pueblos Libres a través del Congreso de Oriente: una parte de las Provincias Unidas adoptó la forma federal de gobierno, enfrentado al unitarismo del gobierno central, iniciándose las guerras civiles argentinas.
A su vez, en julio de 1816, las provincias sometidas al gobierno central –más la Provincia de Córdoba, gobernada en ese entonces por los federales– declararon oficialmente la independencia en el Congreso de Tucumán. Para ese entonces, los ejércitos argentinos enfrentaban a las fuerzas del Imperio español en varios frentes simultáneos, mientras los federales iniciaban su lucha contra la invasión luso-brasileña.
En 1820, tras el motín de Arequito y la batalla de Cepeda, que causaron la disolución del Congreso Nacional y del gobierno central, cada provincia pasó a gobernarse por sí misma. Esta situación pareció comenzar a revertirse a partir de 1824, con la reunión de un nuevo Congreso Nacional. El estallido de la guerra del Brasil al año siguiente aceleró el proceso de formación de un nuevo gobierno central, dirigido por el presidente Bernardino Rivadavia, pero las negociaciones de este con el Imperio de Brasil y su apoyo al unitarismo en la renacida guerra civil causó un descontento generalizado tanto en la capital como en las provincias interiores.
El gobierno central y el Congreso fueron nuevamente disueltos, se perdieron las provincias de Tarija –incorporada a Bolivia mientras Argentina estaba en guerra contra Brasil– y la Oriental, la cual –debido a las presiones del Reino Unido y del Imperio del Brasil– se independizó como Estado Oriental del Uruguay.
En 1831, la fragata estadounidense USS Lexington, al mando del comandante Silas Duncan, arribó a las Islas Malvinas con el objetivo de atacar el Puerto Soledad (capital de las Islas Malvinas por ese momento) y a fines de 1832, la Comandancia Argentina en las Islas Malvinas sería invadida por el Reino Unido. Durante varios años tuvo lugar una nueva guerra civil, tras la cual el Partido Federal logró controlar todos los gobiernos provinciales.
Una serie de intentos de institucionalizar el Estado Argentino –buscando especialmente la adhesión de todas las provincias al Pacto Federal– no logró establecer leyes en común ni un gobierno central. Gradualmente se fue adoptando la denominación «Confederación Argentina» para el conjunto, que se reconocía como parte de un estado, pero no se dio instituciones políticas ni legales en común.

## Historia

Escudo de la Confederación Argentina.

El nombre se generalizó a partir del inicio del segundo mandato de Juan Manuel de Rosas como gobernador de la provincia de Buenos Aires, reuniendo por voluntad de las demás provincias el cargo de encargado de las relaciones exteriores y la guerra de la Confederación.
Entre 1835 y 1852 las provincias argentinas utilizaron la denominación «Confederación Argentina» para sus relaciones internacionales. Eran en total catorce provincias, y los territorios que efectivamente controlaban eran en muchos casos sensiblemente menores que los actuales; formaban una alianza bastante lábil de diferentes estados independientes en casi todos los aspectos, salvo en aquellos en que Rosas pudo imponer su voluntad por sobre la de las dirigencias locales por medios políticos, económicos o militares. Estas catorce provincias serían reconocidas en la Constitución Argentina como «preexistentes» a la formación del estado unificado.

### Inestabilidad política

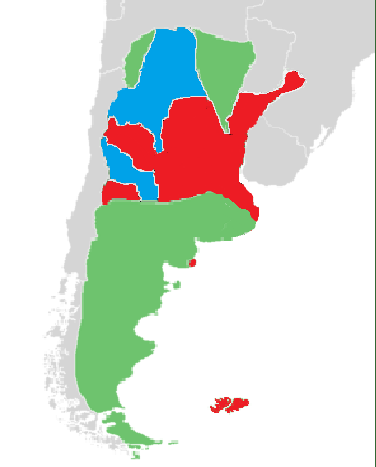
La Confederación Argentina a fines de 1831. El rojo significa el territorio controlado por el Pacto Federal y el azul el territorio controlado por la Liga Unitaria.

Durante todo el período de la Confederación, las Provincias Unidas vivieron de hecho una guerra civil, dentro de las fronteras de la actual Argentina, generada por los exiliados políticos del Partido Unitario desde el Uruguay, Chile y Bolivia, en lucha casi permanente para recobrar el poder.
La Tercera guerra civil argentina inicio el 1 de diciembre de 1828, previo a la creación de la Confederación, por esos años se enfrentaban la Liga del Litoral (federales) contra la Liga del Interior (unitarios) en la ya mencionada guerra civil que terminaría en 1831 con una victoria favorable a los federales, manteniendo un dominancia sobre la nueva confederación hasta 1839 e iniciando la Época de Rosas.
No obstante el dominio federal no era total y se enfrentarían de nuevo entre 1832 y 1838 contra los unitarios solo de que menor manera y con el apoyo del Partido Blanco a la Confederación y del Partido Colorado a los unitarios.

### Guerras externas
Entre 1837 y 1838, en la frontera norte del país se libró la Guerra de Tarija; en la práctica, se trató de una serie de escaramuzas y combates menores, en las cuales las tropas argentinas –casi exclusivamente milicias reclutadas en las provincias del noroeste argentino– fueron comandadas por el gobernador tucumano Alejandro Heredia. Si bien los primeros avances estuvieron en manos de la Confederación Perú-Boliviana, finalmente la Confederación Argentina obtuvo la victoria con  la caída de la Confederación Perú-Boliviana por el triunfo de las tropas chilenas y retauradoras peruanas en la Batalla de Yungay que resolvió la guerra contra la Confederación.
Simultáneamente, en el Estado Oriental del Uruguay se libró la llamada «Guerra Grande», que se relacionó con las guerras argentinas, con tropas argentinas participando en la misma; en términos generales, los federales colaboraban con los blancos contra los colorados. Por su parte, tropas unitarias colaboraban con los colorados y con sus apoyos extranjeros, especialmente por parte de los gobiernos de Reino Unido, Francia y el Imperio del Brasil, además de gran cantidad de mercenarios y voluntarios italianos y de otros países europeos.
Desde 1838 hasta 1840, Francia bloqueo el Río de la Plata y había tomado la isla Martin García. El bloqueo tuvo como justificación la negativa francesa al gobierno de Rosas a aceptar la exigencia de exceptuar a los súbditos franceses de las obligaciones del servicio militar. El bloqueo terminó con el Tratado Mackau-Arana.  
En 1845, el conflicto no declarado contra la Confederación Argentina por parte de franceses y británicos –que apoyaban al gobierno de la ciudad de Montevideo– para que Rosas levante el bloqueo naval de Montevideo se transformó en la Guerra del Paraná; la misma expedición terminó por fracasar debido a la resistencia de las fuerzas federales, en particular en la batalla de la Vuelta de Obligado. Si bien los barcos a vapor lograron pasar por el río Paraná, quedaron muy debilitados.

### Conformación

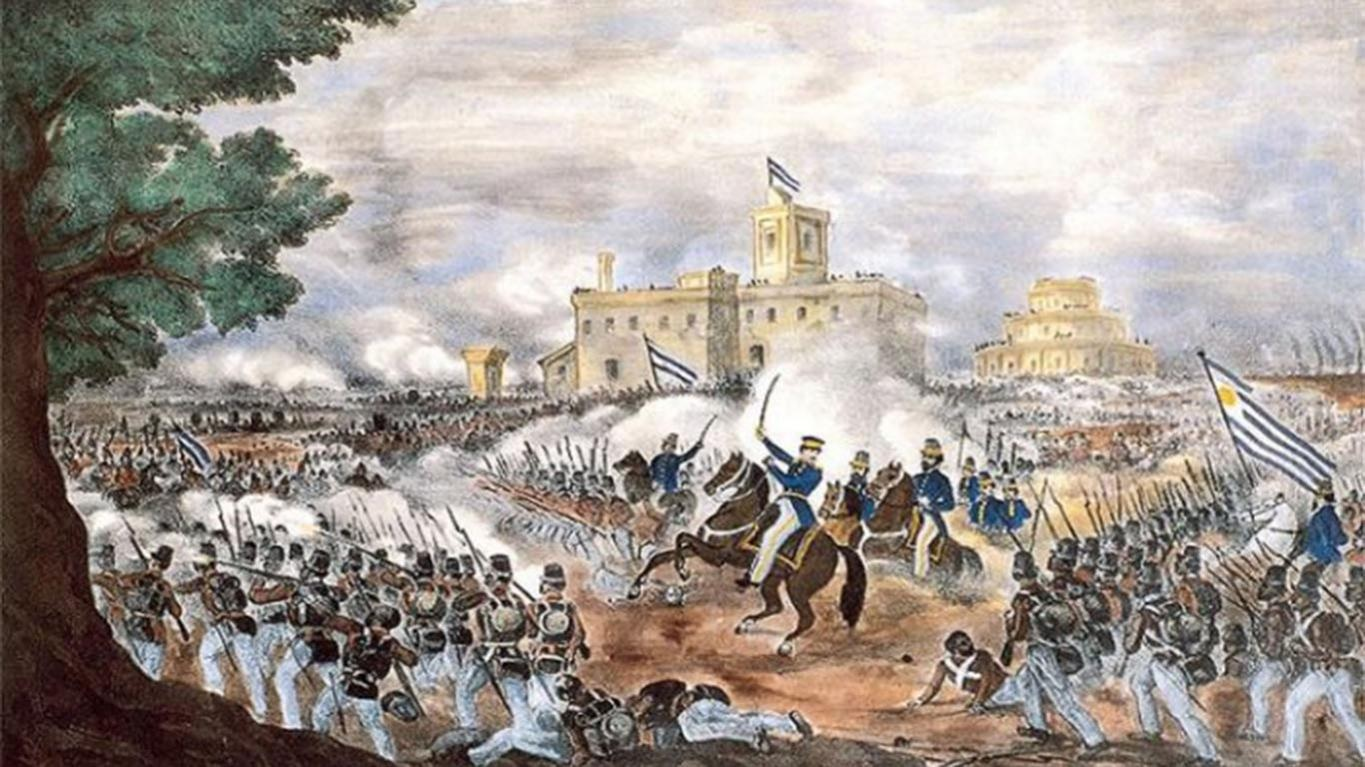
Batalla de Caseros

Después de la batalla de Caseros, Urquiza invitó a los gobernadores de las demás provincias a una reunión en San Nicolás. Allí, los gobernadores firmaron el Acuerdo de San Nicolás, por el cual nombraron a Urquiza como director provisorio de la Confederación y convocaron a un Congreso General Constituyente en la ciudad de Santa Fe.  En el congreso participaron diputados de todas las provincias, cada una de las cuales debía mandar a dos diputados que las represente. Pero una de ellas, Buenos Aires, no aceptó.
En el acuerdo de San Nicolás, se establecía que la Constitución debía establecer un sistema de gobierno federal.  Los ríos Paraná y Uruguay podrían ser navegados libremente, tal como querían las provincias del Litoral. Al no firmar el acuerdo de San Nicolás, la provincia de Buenos Aires se separa de la Confederación y en 1854, establece su propia Constitución. 
La Confederación Argentina estaba conformada por las provincias autónomas de Santa Fe, Buenos Aires (separada de la misma como Estado de Buenos Aires entre 1853 y 1860), Entre Ríos, Corrientes, Tucumán, Salta, Jujuy, Santiago del Estero, Catamarca, Córdoba, La Rioja, San Juan, San Luis y Mendoza.
Permanecían en manos de los pueblos indígenas: casi la totalidad de la Patagonia, la región chaqueña, la provincia de La Pampa y grandes porciones de otras provincias. Hasta su caída, el gobierno de Rosas no reconoció la independencia del Paraguay, pero esta nunca estuvo de hecho, ni de derecho, unida a la Confederación. El territorio de la provincia de Misiones, tras las devastaciones brasileñas de 1820, permanecía de hecho desierto y su soberanía cuestionada por el Paraguay.

## Secesión de Buenos Aires

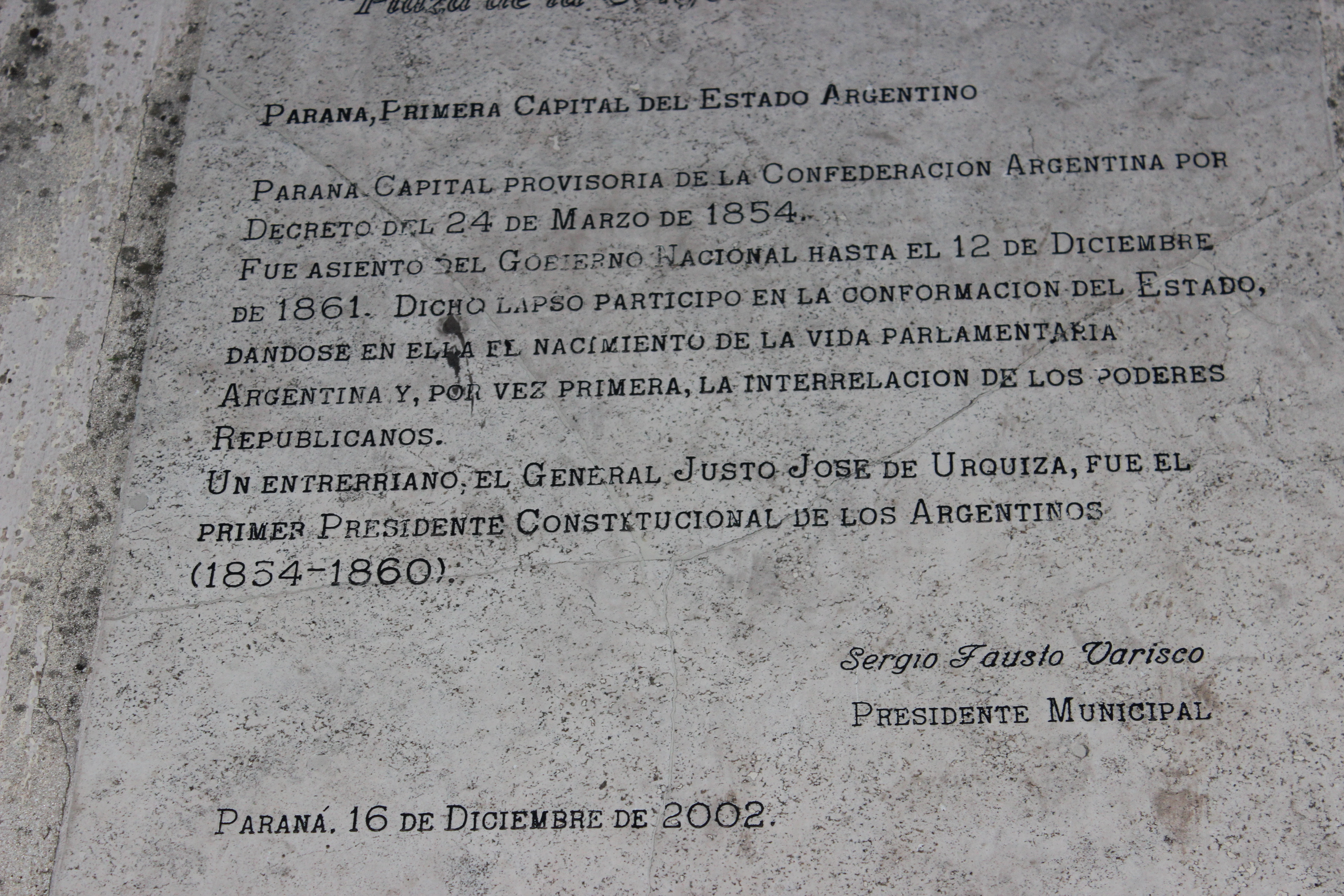
Placa en la plaza de la Confederación Argentina en la ciudad de Paraná. Conmemora la designación de Paraná como capital del Estado argentino en 1854.

Como consecuencia de la derrota de Rosas en la batalla de Caseros (ocurrida en 1852) se inició un proceso de institucionalización del país, que conservó el nombre de «Confederación Argentina». Se sancionó la Constitución Argentina de 1853, formándose un gobierno con división de poderes.
No obstante, la provincia de Buenos Aires se negó a participar en el nuevo estado, separándose con el nombre de Estado de Buenos Aires luego de la Revolución del 11 de septiembre de 1852. Su secesión se debió a que la élite comercial en Buenos Aires no aceptaba los nuevos regímenes económicos establecidos en la Constitución, basadas en la libertad de comercio en todo el territorio, la libre navegación de los ríos y la distribución proporcional de las rentas nacionales; derechos que hasta entonces detentaba solamente la ciudad de Buenos Aires.

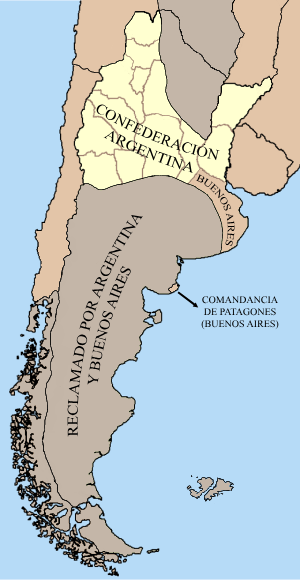
La Confederación Argentina y el Estado de Buenos Aires, 1858.

La situación económica y política de cada una de las provincias eran muy distintas. Buenos Aires gozaba de una creciente prosperidad económica, ya que sus gobernantes seguían controlando la aduana, y recibían los beneficios de las rentas aduaneras. La Confederación, en cambio, apenas podía pagar los sueldos de sus funcionarios y carecía de recursos suficientes para afrontar sus gastos.
Cada Estado tenía un gobierno propio, con su propia Constitución y sus propias autoridades.
El régimen establecido en la ciudad y la provincia de Buenos Aires, acaudillado por líderes unitarios tales como Valentín Alsina y Bartolomé Mitre, retiró sus representantes del Congreso Constituyente antes de que este adoptara la Constitución. Igualmente, se negó a tomar parte tanto en la elección de las autoridades nacionales como en aceptar su autoridad.
La sanción de la Constitución de 1853, que establecía un régimen federal de gobierno, marcó un hito importante en el desarrollo de la Confederación. El 5 de marzo de 1854 fueron elegidos presidente y vicepresidente el general Justo José de Urquiza y el doctor Salvador María del Carril, quienes se trasladaron con sus ministros a Paraná, establecida entonces como Capital provisoria de la Confederación Argentina durante la guerra entre la Confederación Argentina y el Estado de Buenos Aires.
Fueron presidentes de la Confederación: el general Urquiza, el doctor Santiago Derqui, y el general Juan Esteban Pedernera –este último en carácter de provisorio.

## Final de la Confederación
Antes de la reforma constitucional de 1860, se usaba «Confederación Argentina» en el preámbulo y artículos; no obstante, tras esta y al reincorporarse la provincia de Buenos Aires a la Confederación, se reemplazaron esas menciones por «Nación Argentina». De todos modos, el artículo 35 de la Constitución declara que el nombre de Confederación Argentina sigue siendo uno de los nombres oficiales del país.

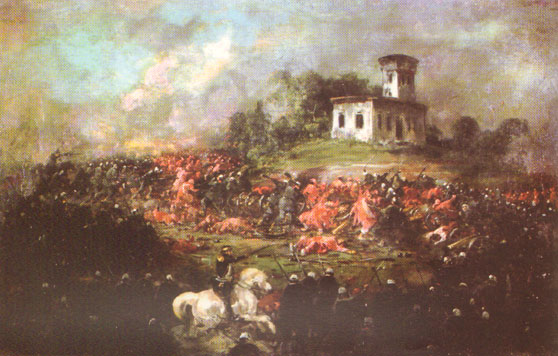
Batalla de Pavón, ocurrida el 18 de septiembre de 1861, en la que se enfrentaron la Confederación Argentina y el Estado de Buenos Aires, con la victoria de esta última.

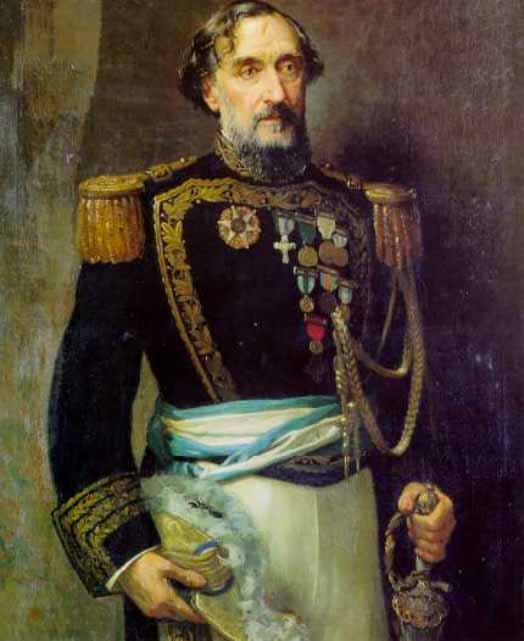
Bartolomé Mitre. Presidente entre el 12 de octubre de 1862 y el 12 de octubre de 1868.

No obstante, la historiografía argentina suele utilizar el nombre de Confederación Argentina a todo el período que termina con la caída del gobierno de Derqui y Pedernera, a fines de 1861, como netamente separado del período inmediatamente posterior, dominado por los líderes unitarios y porteñistas.
La batalla de Pavón fue un enfrentamiento en el marco de conflictos civiles que sucedieron luego del proceso de independencia de Argentina. Se desarrolló el 18 de septiembre de 1861 en las cercanías del arroyo Pavón al sur de Santa Fe, lugar de donde esta batalla recibe su nombre.
El vencedor de esta contienda fue el Estado de Buenos Aires, logrando en consecuencia la incorporación de Buenos Aires como central política de todo el territorio. Tras casi un año de acefalía, asumió la presidencia el exgobernador porteño Bartolomé Mitre.
Los enfrentamientos se debían, principalmente, a la pretensión de Buenos Aires de crear un estado central que fuera gobernado desde la Ciudad de Buenos Aires ante el interés federal de otras provincias. Entre las causas de esta batalla, se encuentran:
- La inconformidad de Buenos Aires en las normas impuestas por parte de la Confederación.
- Las grandes diferencias políticas entre las provincias que encontraban su origen en las antiguas discrepancias entre unitarios y federales.
- La presión por parte de Buenos Aires en crear un estado central, que fuera gobernado por ellos ante el interés federal de las provincias.